# Дейвид Аакър
Дейвид А. Аакър (на английски: David Allen Aaker) е вицепрезидент на „Профет бренд стратеджи“ и почетен професор по маркетингови стратегии в училището по бизнес „Хаас“ към Калифорнийския университет в Бъркли от 2000 г.; от 1994 г. е преподавател по маркетинг в „Е. Т. Гретър; от 1981 до 1994 г. е преподавател по маркетинг в „Дж. Гари Шансбай“; гост лектор към франкфуртската камара от 1970 до 1981 г., гост лектор в „Гьоте институт“ през април-май 1987 г.; гост лектор в токийския университет „Аояма Гакуин“ през юли 1991.
Аакър е носител на много професионални награди за приноса му към развитието на маркетинга: 1996 г. – наградата „Пол Д. Конверс“ за изключителен принос към развитието на науката маркетинг; 2000 г. – наградата „Виджай Махаджан“ за принос към развитието на маркетинговите стратегии; 2004 г. – наградата „Бук Уевър“ за маркетингова теория и практика; и 2005 г. – наградата на Асоциацията за управление на маркетинга за иновативен подход към маркетинга.
Аакър е публикувал над 100 статии и 13 книги, сред които „Стратегическо управление на маркетинга“, „Управление на стойността на марката“, „Изграждане на силни марки“, „Марките лидери“ (в съавторство с Ерик Джоашимсталър), „Стратегии за портфолио на марката“ и „От Фарго до света на марките“. Книгите му са преведени на 18 езика.
Аакер е създател на „Моделът Аакър“, който разглежда марката като комбинация от нейната популярност, лоялност, и асоциация. Моделът очертава необходимостта от разработване на марка за самоличност, която е уникален набор от маркови асоциации, представляващи това, което марката означава и предлага на клиентите като свой амбициозен имидж.